# Astracantha drymophila
Astracantha drymophila là một loài thực vật có hoa trong họ Đậu. Loài này được (Bornm.) Podlech miêu tả khoa học đầu tiên.